# Carcano
Carcano (tudi Mannlicher-Carcano, italijanski vzdevek »Il novantuno« - enaindevedesetka) je italijanska repetirka, ki je bila glavno pehotno orožje kraljeve italijanske vojske  med prvo in drugo svetovno vojno. Razvili so jo kot naslednico puške Vetterli-Vitali M1870/87.
Puško je razvil italijanski častnik Salvatore Carcano. Polnenje s potiskom celotnega okvirčka v nabojnik in podobno zaklepišče sta lastnosti skopirane z nemške puške Gewehr 1888.
Uporablja naboj manjšega kalibra (6,5 mm), ki ima dobre balistične sposobnosti.
S to puško je Lee Harvey Oswald leta 1963 izvedel atentat na ameriškega predsednika Johna F. Kennedyja. Uporabil je kratko puško M91/38 z nameščenim japonskim daljnogledom.

## Različice

### Puške
|           | Naboj          | Merki       | Razpon merkov [m] | Masa [kg] | Dolžina cevi [cm] | Dolžina [cm]    | Bajonet  |
| --------- | -------------- | ----------- | ----------------- | --------- | ----------------- | --------------- | -------- |
| Puška M91 | 6,5x52 Carcano | nastavljivi | 300-2000          | 3,8       | 78                | 128,5           | snemljiv |
| Puška M41 | 6,5x52 Carcano | nastavljivi | 200-1000          | 3,8       | 69,2              | 116,8           | snemljiv |
| Tip I     | 6,5x50 Arisaka | nastavljivi | 300?-2400         | 4,0       | 78,1              | 126,4 ali 128,9 | snemljiv |

### Karabinke
|                     | Naboj           | Merki       | Razpon merkov [m] | Masa [kg] | Dolžina cevi [cm] | Dolžina [cm] | Bajonet             |
| ------------------- | --------------- | ----------- | ----------------- | --------- | ----------------- | ------------ | ------------------- |
| Konjeniška M91      | 6,5x52 Carcano  | nastavljivi | 300-1500          | 3,1       | 45,0              | 91,3         | vgrajen, preklopen  |
| T.S. M91            | 6,5x52 Carcano  | nastavljivi | 300-1500          | 2,9       | 44,9              | 92,2         | snemljiv            |
| T.S. M91/24         | 6,5x52 Carcano  | nastavljivi | 300-1500          | 2,9       | 45,2              | 92,1         | snemljiv            |
| T.S. M91/24         | 6,5x52 Carcano  | nastavljivi | 300-1500          | 3,1       | 45,7              | 91,5         | snemljiv            |
| Kratka puška M38    | 7,35x51 Carcano | fiksni      | 200               | 3,4       | 53,5              | 101,8        | snemljiv, preklopen |
| Konjeniška M38      | 7,35x51 Carcano | fiksni      | 200               | 3,0       | 44,7              | 91,5         | vgrajen, preklopen  |
| T.S. M38            | 7,35x51 Carcano | fiksni      | 200               | 3,0       | 45,1              | 91,5         | snemljiv, preklopen |
| Kratka puška M91/38 | 6,5x52 Carcano  | fiksni      | 200               | 3,4       | 53,8              | 101,8        | snemljiv, preklopen |
| Konjeniška M91/38   | 6,5x52 Carcano  | nastavljivi | 200-1500          | 3,2       | 44,6              | 91,5         | vgrajen, preklopen  |
| T.S. M91/38         | 6,5x52 Carcano  | fiksni      | 200               | 2,9       | 45,9              | 92,7         | snemljiv            |
| Konjeniška M38 S    | 7,92x57 Mauser  | fiksni      | 200               | 3,1       | 45,6              | 91,8         | vgrajen, preklopen  |
| T.S. M38 S          | 7,92x57 Mauser  | fiksni      | 200               | 3,0       | 45,2              | 92,1         | snemljiv            |

## Uporabnice
- Albanija[5]
- Avstro-Ogrska: Zajete na soški in tirolski fronti med prvo vojno. Okoli 49.500 jih je bilo predelanih za uporabo nabojev 6,5x54 Mannlicher–Schönauer, ki so jih avstrijska podjetja pred vojno proizvajala za Kraljevino Grčijo. Te predelave so lahko poleg grškega naboja uporabljale tudi prvotnega italijanskega, zato so imele na kopitu oznako Jt. u. Gr (Jtalienisch und Griechisch - italijanski in grški). Poleg predelav na grški naboj so v Avstro-Ogrski med vojno puške Carcano tudi le popravljali. Popravljene puške nosijo oznako AZF (Artillerie Zeugs Fabrik).[6]
- Etiopija[5]
- Kraljevina Italija
- Kraljevina SHS[7]: Leta 1921 je imela Kraljevina SHS na razpolago okoli 11.000 pušk M91. Na začetku 20. let je Kraljevina SHS predlagala zamenjavo teh pušk s Kraljevino Italijo, a je bila ponudba leta 1922 zavrnjena. Te puške so ostale v Jugoslaviji do napada na Jugoslavijo leta 1941.[8]
- Tretji rajh: V uporabi pri Volkssturmu.[9]
- Turčija[10]

- Slovenski partizani[11]

## Galerija
- Skica puške M91, njenih sestavnih delov, okvirčka in bajoneta
- Karabinka M91/38.
- Bajonet za (dolgo) puško M91
- Za polnjenje se je uporabljal 6-strelni paketni okvirček.